# Walter Heynowski

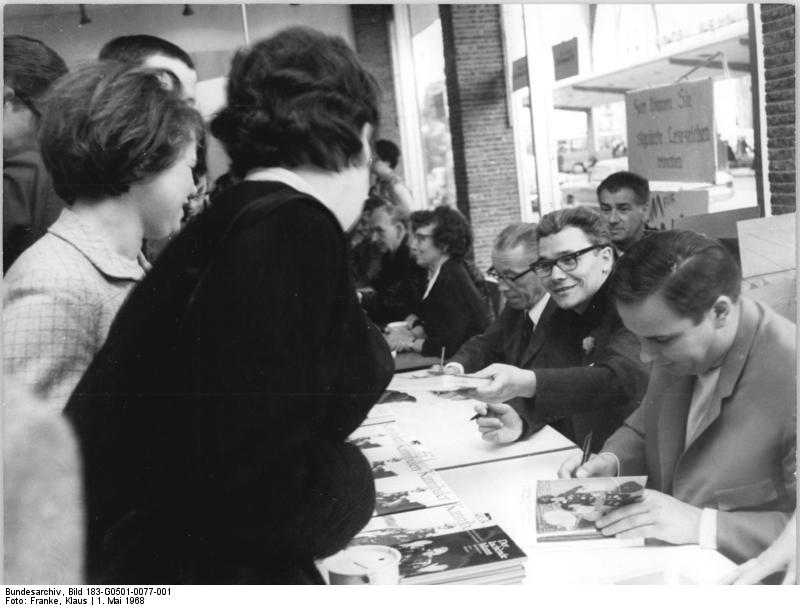
Sitzend v. l. n. r.: Walter Heynowski und Gerhard Scheumann auf dem Buch-Bild-Noten-Basar in der Bertolt-Brecht-Bibliothek, Karl-Marx-Allee, Ost-Berlin, 1. Mai 1968

Walter Heynowski (* 20. November 1927 in Ingolstadt; † 6. November 2024 in Berlin) war gemeinsam mit Gerhard Scheumann einer der bekanntesten und bedeutendsten Dokumentar- und Propagandafilm-Regisseure der DDR. Daneben wirkte er auch als Texter, Szenarist, Drehbuchautor oder Produzent an zahlreichen Filmen mit.

## Leben
Nach dem Zweiten Weltkrieg, an dem er als Luftwaffenhelfer und Wehrmacht-Soldat teilnahm, begann er zunächst ein Theologie-, dann ein Volkswirtschafts-Studium an der Universität Tübingen, bevor er ab 1946 Redakteur bei der in Reutlingen erscheinenden Jugendzeitschrift „Die Zukunft“ war.
Ende 1948 kam er nach Berlin und war dort zunächst als Redakteur bei der Berliner Zeitung tätig. Er war von 1949 bis 1955 Chefredakteur der Satire-Zeitschrift „Frischer Wind“, die ab 1954 unter dem Titel „Eulenspiegel“ erschien. Im gleichen Jahr war er Gründer des Eulenspiegel-Verlages. Von 1956 an arbeitete er beim Deutschen Fernsehfunk (DFF), zunächst als Autor, Regisseur und Leiter der Sendereihe „Zeitgezeichnet“, ab 1959 als stellvertretender Intendant und Programmdirektor. In dieser Zeit arbeitete Heynowski vor allem mit dem Kameramann Rolf Sperling zusammen, dessen Tricktechnik für Heynowskis spätere Arbeiten stilbildend blieb. In seiner Funktion als Programmdirektor brachte Heynowski 1959 auch das Sandmännchen ins DDR-Fernsehen.

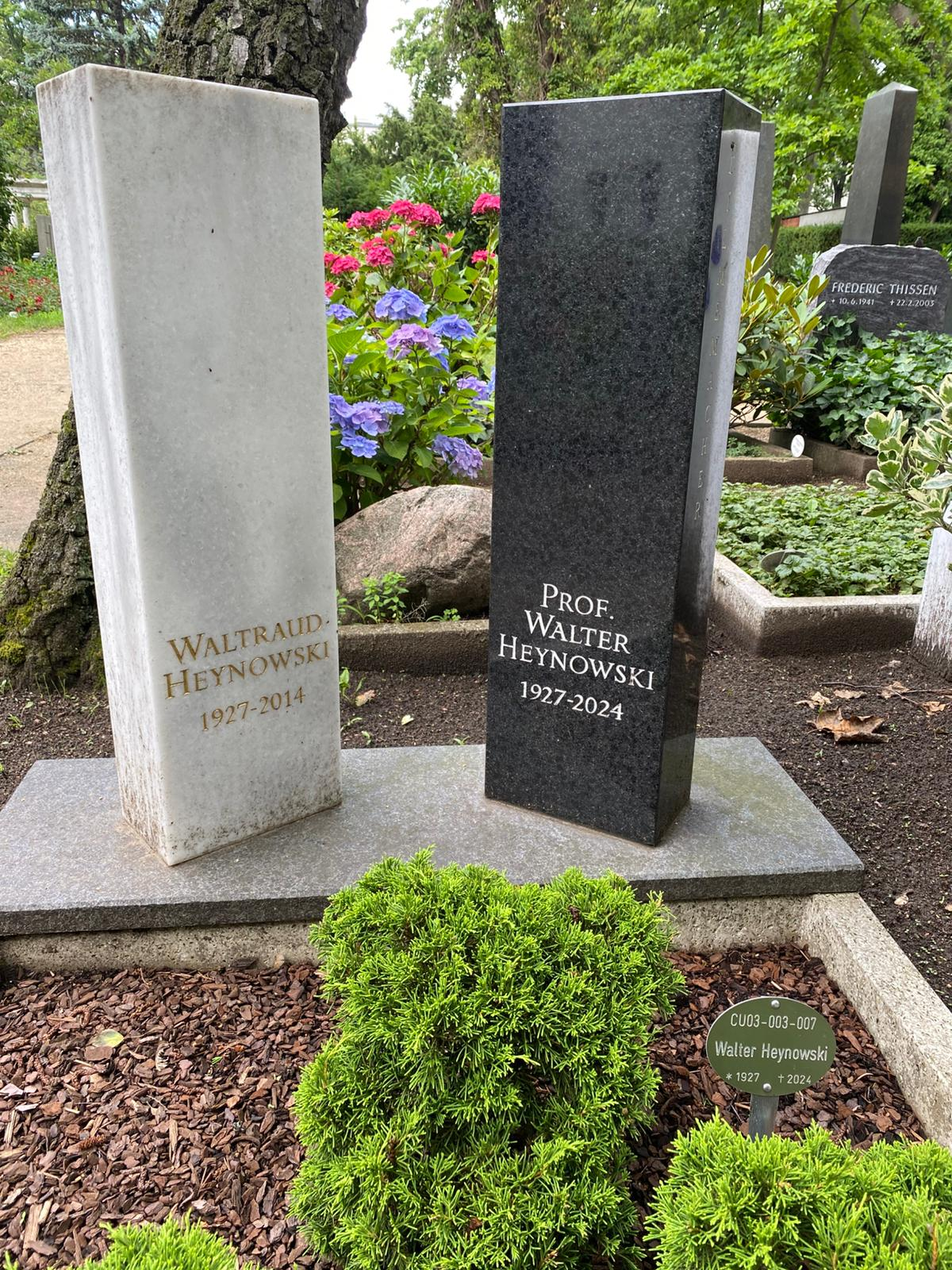
Grabstätte

1963 wechselte er zum DEFA-Studio für Dokumentarfilme, wo er als Autor und Regisseur tätig war und ab 1965 mit Gerhard Scheumann zusammenarbeitete. 1969 erfolgte die Gründung eines gemeinsamen, von der DEFA unabhängigen Filmstudios: das Studio H & S.
Nach einer kritischen Rede von Gerhard Scheumann zum Thema „Medienpolitik der SED“ vor dem IV. Kongress der Film- und Fernsehschaffenden der DDR wurde 1982 die Auflösung des Studios verfügt. Heynowski und Scheumann gingen zurück zur DEFA. Gleichzeitig wurde den beiden Autoren auch die Verwendung ihres Signets „H & S“ untersagt. Das Verbot wurde erst 1986 mit dem Film „Die Generale“ über die Generale für den Frieden wieder aufgehoben. Das Studio bestand bis 1991.
Heynowski war Mitglied der Akademie der Künste der DDR und mehrfach Nationalpreisträger. Zu zahlreichen Filmen von Heynowski und Scheumann sind meist gleichnamige Bücher erschienen.
Im November 2024 starb er im Alter von 96 Jahren und wurde auf dem Friedhof der Dorotheenstädtischen und Friedrichswerderschen Gemeinden beigesetzt.

## Kritik
Vor allem in der Bundesrepublik waren die Filme von Walter Heynowski mitunter massiver Kritik ausgesetzt. In einem Rechtsstreit um die Aufführung des Filmes Der lachende Mann in der Bundesrepublik ging das Bundesamt für gewerbliche Wirtschaft von dem Verdacht aus, dass der „Film in seiner Tendenz gegen die freiheitlich-demokratische Grundordnung oder gegen den Gedanken der Völkerverständigung gerichtet ist.“ Zudem sollten die Filme von Heynowski und Scheumann eine angebliche neokolonialistische Rolle der Bundesrepublik in Afrika belegen. Andererseits liefen ab den 1970er Jahren Heynowski-Scheumann-Filme vereinzelt auch in westdeutschen Kinos und im westdeutschen Fernsehen.
Seit dem Ende der DDR wird die Arbeit von Walter Heynowski mitunter ambivalent bewertet: „Neben allem Enthüllungsjournalismus, grober Polemik und ideologischer Propaganda zeichnen sich ihre Filme durch Engagement und Einfallsreichtum aus, die gepaart mit analytischer Schärfe auf zeithistorische Probleme verweisen“, schreibt die DEFA-Stiftung auf ihrer Personen-Seite zu Heynowski. Dennoch überwiegt meist die Kritik: „Aus heutiger Sicht wird ihnen Polemik, grobe Agitation und Ideologie vorgeworfen“, heißt es an gleicher Stelle.
Auch die Arbeitsmethoden von H & S werden rückwirkend oft als umstritten gekennzeichnet: „Bei der Herstellung ihrer Filme verstoßen sie wiederholt gegen die Minimalregeln dokumentarischer Ethik, indem sie zum Beispiel ihre Identität verschleiern oder den Interviewpartner alkoholisieren“. Hinzu kam, dass DDR-Film- und Fernsehgesellschaften in der Regel nicht selbst in der Bundesrepublik tätig werden konnten und deshalb oft Filmsequenzen oder Interviews, die in der Bundesrepublik oder West-Berlin aufgenommen werden sollten, regulär bei bundesdeutschen oder Westberliner Firmen als Auftragnehmer bestellten. Dieser Umstand kam Heynowski und Scheumann insofern zugute, als dass sie persönlich meist nicht nach ihrer Herkunft gefragt wurden. Dementsprechend standen die Methoden in der zeitgenössischen Berichterstattung weniger in der Kritik. So veröffentlichte beispielsweise Der Spiegel im Dezember 1966 Auszüge aus dem Interview mit Siegfried Müller im Film Der lachende Mann ohne Kritik an den Umständen, unter denen es entstanden war. In einem anderen Beitrag aus dieser Zeit beschrieb Der Spiegel den Zustand Müllers während dieses Interviews als „vom Anis-Apéritif animiert, doch noch wachen Geistes“.

## Filmografie
- 1960: Mord in Lwow
- 1961: Aktion J (Buch und Regie)
- 1963: Brüder und Schwestern
- 1963: Globke heute
- 1964: Kommando 52 (TV, Buch und Regie)
- 1965: O.K.
- 1966: Der lachende Mann – Bekenntnisse eines Mörders (Regie)
- 1966: Wink vom Nachbarn – Bemerkungen zum Festival (TV, Buch)
- 1966: Ehrenmänner
- 1966: Grüße von Ost nach West
- 1966: PS zum lachenden Mann (TV, Buch und Regie)
- 1966: 400 cm³
- 1967: Heimweh nach der Zukunft – Max Steenbeck erzählt (TV, Buch und Regie)
- 1967: Geisterstunde – Auge in Auge mit dem Mittelalter (TV, Buch und Regie)
- 1967: Der Zeuge
- 1967: Mit vorzüglicher Hochachtung
- 1967: Der Fall Bernd K.
- 1968: Piloten im Pyjama (TV-Serie, Buch und Regie)
- 1969: Der Präsident im Exil (TV, Buch und Regie)
- 1970: Der Mann ohne Vergangenheit (TV, Buch und Regie)
- 1971: Bye-bye Wheelus (Buch und Regie)
- 1971: 100
- 1972: Remington Cal. 12
- 1973: Im Zeichen der Spinne
- 1974: Yo he sido, yo soy, yo seré (Regie)
- 1974: ¡Ciudadanos de mi patria! [in der BRD: Bürger meines Landes!] (Regie)
- 1974: Der Krieg der Mumien (TV, Buch und Regie)
- 1974: Ich war, ich bin, ich werde sein (TV, Buch und Regie)
- 1974: Psalm 18
- 1975: El Golpe Blanco (Der Weiße Putsch) (Regie)
- 1975: Meiers Nachlass
- 1975: Geldsorgen
- 1976: Eine Minute Dunkel macht uns nicht blind (Buch und Regie)
- 1976: Eintritt kostenlos
- 1976: Die Teufelsinsel (Buch und Regie)
- 1976: Immer wenn der Steiner kam
- 1977: Vietnam 4 – Die eiserne Festung [in der BRD: Die eiserne Festung] (Buch und Regie)
- 1977: Der erste Reis danach
- 1977: Ich bereue aufrichtig
- 1977: Die eiserne Festung
- 1978: Salmo 18 [in der BRD: Psalm 18] (Regie)
- 1978: Die Toten schweigen nicht (TV, Buch und Regie)
- 1978: Am Wassergraben (Regie)
- 1978: Im Feuer bestanden (Regie)
- 1979: Phoenix (Buch und Regie)
- 1980: Kampuchea – Sterben und Auferstehen (Buch und Regie)
- 1981: Die Angkar (Buch und Regie)
- 1981: Exercices
- 1985: Hector Cuevas
- 1986: Die Generale
- 1988: Die Lüge und der Tod
- 1988: Kamerad Krüger (Buch und Regie)
- 1989: Die dritte Haut (TV, Buch und Regie)

## Bibliographie
- Der lachende Mann. Bekenntnisse eines Mörders. [Kongo-Müller]. Verlag der Nation, Berlin 1966.
- Otto Köhler: Kongo-Müller oder Die Freiheit, die wir verteidigen. Mit einem Stenogramm von Alexander Mitscherlich. Verlag Bärmeier & Nikel, Frankfurt am Main 1966.
- Kannibalen. Ein abendländisches Poesiealbum in Selbstzeugnissen. Verlag der Nation, Berlin 1967.
- Piloten im Pyjama. Von Deutschen befragt: US-Piloten in nordvietnamesischer Gefangenschaft. Kindler-Verlag, München 1967 (Lizenzausgabe des Verlags der Nation, Berlin).
- Der Fall Bernd K. Mitteldeutscher Verlag, Halle (Saale) 1968.
- Der Präsident im Exil und der Mann ohne Vergangenheit sowie ein nachdenklicher Bericht über Die Schlacht am Killesberg. [MdB Dr. Walter Becher]. Verlag der Nation, Berlin 1969.
- Bye-bye Wheelus. Bericht über Aufstieg und Fall einer Zwingburg im afrikanischen Sand. Verlag der Nation, Berlin 1971.
- Anflug auf Chacabuco. Mit Kamera und Mikrofon in chilenischen KZ-Lagern. Verlag der Nation, Berlin 1974.
- Operación Silencio. Chile nach Salvador Allende. Verlag der Nation, Berlin 1974.
- Retrospektive H & S / Heynowski & Scheumann. Unidoc-Film, München 1976.
- Die Teufelsinsel. Die Gefangeneninsel Con Son / Südvietnam. Verlag der Nation, Berlin 1977.
- Die Kugelweste. Erlebt im Sommer 1975 in Vietnam. Verlag der Nation, Berlin 1977.
- Briefe an die Exzellenz. Porträt einer Schutzmacht in Dokumenten. [Briefe an den USA-Botschafter in Saigon]. Herausgegeben von Heynowski & Scheumann. Verlag der Nation, Berlin 1979.
- Phoenix. Inside CIA. Verlag der Nation, Berlin 1980.
- mit Gerhard Scheumann, Gerhard Kade: Die Generale. Verlag der Nation, Berlin 1986, ISBN 3-373-00195-1.
- Walter Heynowski: Der Film meines Lebens. Zerschossene Jugend. Eulenspiegel Verlagsgruppe / Das Neue Berlin, Berlin 2007, ISBN 978-3-360-01295-1.

## Auszeichnungen
- 1974: Vaterländischer Verdienstorden in Gold
- 1980: Nationalpreis der DDR für Kunst und Literatur I. Klasse
- 1987: Stern der Völkerfreundschaft in Gold
- 1989: Nationalpreis der DDR für Kunst und Literatur I. Klasse